# Kert
El territori de Kert va ser un dels cinc territoris en què es va dividir el protectorat espanyol del Marroc en 1935 i va perdurar fins a la independència del Marroc. Abans de la reorganització territorial del protectorat en 1943 es va dir regió Oriental. Prenia el seu nom del riu Kert i s'estenia per la zona d'aquest riu fins al riu Muluia (frontera amb el protectorat francès), és a dir la part aquest del protectorat, a l'est del territori del Rif. La seva capital era Nador (o Villa Nador), al sud de Melilla. S'hi trobaven les mines de ferro del Rif.
Estava dividit en dos Qadidats amb en les següents càbiles:
- Qadidat de Tafersit:
  - Temsaman
  - Beni Tuzin
  - Tafersit
  - Beni Ulichec
  - Beni Said
  - Metalsa
- Qadidat de Villa Nador:
  - Beni Buiahi
  - Beni Sidel
  - Beni Bugafar
  - Beni Buifrur
  - Ulad Settut
  - Quebdana
  - Mazuza
  - Beni Chicar